# Tephrosia humbertii
Tephrosia humbertii är en ärtväxtart som beskrevs av Dumaz-le-grand. Tephrosia humbertii ingår i släktet Tephrosia och familjen ärtväxter. Inga underarter finns listade i Catalogue of Life.